# Richard Lorenc
Pour les articles homonymes, voir Lorenc.
Richard Lorenc, né le 3 décembre 1951 à West Ryde, dans la Nouvelle-Galles du Sud, est un ancien arbitre australien de football, qui officie internationalement de 1987 à 1995. 
Il est arbitre de touche à deux reprises lors de la coupe du monde de football de 1990 (Autriche-Tchécoslovaquie et Irlande-Pays-Bas).

## Carrière
Il officie dans des compétitions majeures : 
- Coupe du monde de football des moins de 20 ans 1987 (2 matchs)
- Coupe du monde de football des moins de 20 ans 1993 (2 matchs)